# Хименес Карвахаль, Хорхе Энрике
Хорхе Энрике Хименес Карвахаль (исп. Jorge Enrique Jiménez Carvajal; род. 29 марта 1942, Букараманга, Колумбия) — колумбийский кардинал, член конгрегации Иисуса и Марии. Епископ Сипакиры с 9 ноября 1992 по 6 февраля 2004. Коадъютор архиепархии Картахены с 6 февраля 2004 по 24 октября 2005. Архиепископ Картахены с 24 октября 2005 по 25 марта 2021. Кардинал-священник с титулом церкви Санта-Доротея с 27 августа 2022.